# Prima Lega (Libia)
La Prima Lega libica (in arabo الدوري الليبي الممتاز‎?, Al-Dawriu Al-Liybiu Al-Mumataz; in inglese Libyan Premier League) è il massimo livello del campionato libico di calcio, organizzato dalla Federazione calcistica della Libia, l'organo che governa il calcio in Libia. La sua prima edizione si disputò nel 1963. Ha carattere semi-professionistico.

## Storia
Il campionato libico fu fondato nel 1963. In precedenza esistevano tre campionati provinciali: est, ovest e sud. Nel 1963-1964 si giocò il primo campionato unico, a conclusione dei tre campionati provinciali che videro vincere Al-Ahly Tripoli (ovest), Al-Ahly Bengasi (est) e Hilal Sabha (sud). Dopo il ritiro dell'Hilal Sabha per ristrettezze economiche, il trofeo fu vinto dall'Al-Ahly Tripoli, che batté l'Al-Ahly Bengasi per 1-0 sia in casa che in trasferta.

## Formato
Il campionato è formato da un girone unico di 14 squadre con turni di andata e ritorno, per un totale di 26 giornate di campionato. Alla fine della stagione le ultime due squadre retrocedono in Seconda Divisione e le prime due squadre di quest'ultima serie vengono promosse.

## Albo d'oro
- 1963-1964 -  Al-Ahly Tripoli
- 1964-1965 -  Al-Ittihad Tripoli
- 1965-1966 -  Al-Ittihad Tripoli
- 1966-1967 -  Al-Tahaddy
- 1967-1968 - non disputato
- 1968-1969 -  Al-Ittihad Tripoli
- 1969-1970 -  Al-Ahly Bengasi
- 1970-1971 -  Al-Ahly Tripoli
- 1971-1972 -  Al-Ahly Bengasi
- 1972-1973 -  Al-Ahly Tripoli
- 1973-1974 -  Al-Ahly Tripoli
- 1974-1975 -  Al-Ahly Bengasi
- 1975-1976 -  Al-Madina
- 1976-1977 -  Al-Tahaddy
- 1977-1978 -  Al-Ahly Tripoli
- 1978-1979 - non concluso
- 1979-1980 - non disputato
- 1980-1981 - non disputato
- 1981-1982 - non disputato
- 1982-1983 -  Al-Madina
- 1983-1984 -  Al-Ahly Tripoli
- 1984-1985 -  Al-Dhahra
- 1985-1986 -  Al-Ittihad Tripoli
- 1986-1987 -  Al-Nasr Bengasi
- 1987-1988 -  Al-Ittihad Tripoli
- 1988-1989 -  Al-Ittihad Tripoli
- 1989-1990 -  Al-Ittihad Tripoli
- 1990-1991 -  Al-Ittihad Tripoli
- 1991-1992 -  Al-Ahly Bengasi
- 1992-1993 -  Al-Ahly Tripoli
- 1993-1994 -  Al-Ahly Tripoli
- 1994-1995 -  Al-Ahly Tripoli
- 1995-1996 -  Al-Shat
- 1996-1997 -  Al-Tahaddy
- 1997-1998 -  Al-Mahalah
- 1998-1999 -  Al-Mahalah
- 2000 -  Al-Ahly Tripoli
- 2000-2001 -  Al-Madina
- 2001-2002 -  Al-Ittihad Tripoli
- 2002-2003 -  Al-Ittihad Tripoli
- 2003-2004 -  Al-Olympic
- 2004-2005 -  Al-Ittihad Tripoli
- 2005-2006 -  Al-Ittihad Tripoli
- 2006-2007 -  Al-Ittihad Tripoli
- 2007-2008 -  Al-Ittihad Tripoli
- 2008-2009 -  Al-Ittihad Tripoli
- 2009-2010 -  Al-Ittihad Tripoli
- 2010-2011 - non concluso a causa della guerra civile
- 2011-2012 - Non disputato
- 2012-2013 - Non disputato
- 2013-2014 -  Al-Ahly Tripoli
- 2014-2015 - Non disputato
- 2015-2016 -  Al-Ahly Tripoli
- 2016-2017 - Non disputato
- 2017-2018 -  Al-Nasr Bengasi
- 2018-2019 - non concluso
- 2019-2020 - non concluso
- 2021 -  Al-Ittihad Tripoli
- 2021-2022 -  Al-Ittihad Tripoli
- 2022-2023 -  Al-Ahly Tripoli
- 2023-2024 -  Al-Nasr Bengasi
- 2024-2025 -  Al-Ahly Tripoli

## Stadi
| Città   | Stadio           | Capacità |
| ------- | ---------------- | -------- |
| Tripoli | Stadio 11 giugno | 80 000   |
| Bengasi | Stadio 28 marzo  | 60 000   |

## Vittorie per squadra
| Squadra            | Vittorie | Secondi posti | Anni vittorie                                                                                              |
| ------------------ | -------- | ------------- | --- |
| Al-Ittihad Tripoli | 18       | 8             | 1965, 1966, 1969, 1986, 1988, 1989, 1990, 1991, 2002, 2003, 2005, 2006, 2007, 2008, 2009, 2010, 2021, 2022 |
| Al-Ahly Tripoli    | 14       | 12            | 1964, 1971, 1973, 1974, 1978, 1984, 1993, 1994, 1995, 2000, 2014, 2016, 2023, 2025                         |
| Al-Ahly Bengasi    | 4        | 11            | 1970, 1972, 1975, 1992                                                                                     |
| Al-Nasr Bengasi    | 3        | 4             | 1987, 2018, 2024                                                                                           |
| Al-Madina          | 3        | 2             | 1976, 1983, 2001                                                                                           |
| Al-Tahaddy         | 3        | 1             | 1967, 1977, 1997                                                                                           |
| Al-Mahalah         | 2        | 1             | 1998, 1999                                                                                                 |
| Al-Shat            | 1        | 1             | 1996 |
| Al-Dhahra          | 1        | -             | 1985 |
| Al-Olympic         | 1        | -             | 2004 |
| Al-Hilal Bengasi   | -        | 3             | --- |
| Al-Soukour         | -        | 1             | --- |
| Al Afriqi Darnah   | -        | 1             | --- |
| Darnes Darna       | -        | 1             | --- |
| Al-Urouba Ajelat   | -        | 1             | --- |
| Al-Shawehly        | -        | 1             | --- |

## Vittorie per città
| Città   | Vittorie | Squadre                                                                                                  |
| ------- | -------- | --- |
| Tripoli | 38       | Al-Ittihad Tripoli (18), Al-Ahly Tripoli (13), Al-Madina (3), Al-Mahalah (2), Al-Dhahra (1), Al-Shat (1) |
| Bengasi | 9        | Al-Ahly Bengasi (4), Al-Tahaddy (3), Al-Nasr Bengasi (2)                                                 |
| Zawiya  | 1        | Al-Olympic (1)                                                                                           |

## Capocannonieri
| Stagione  | Giocatore                       | Squadra                     | Gol |
| --------- | ------------------------------- | --------------------------- | --- |
| 1963-1964 | Ahmed Ben Sawed                 | Al-Ahly Bengasi             | 19  |
| 1964-1965 | Ahmed Ben Sawed                 | Al-Ahly Bengasi             | 18  |
| 1965-1966 | Ahmed Al Ahwal                  | Al-Ittihad Tripoli          | 14  |
| 1966-1967 | Hassan Snousi                   | Al-Ahly Tripoli             | 12  |
| 1968-1969 | Mohamed Boughalia               | Al-Ahly Tripoli             | 16  |
| 1970-1971 | Yousef Sidqi                    | Al-Nasr Bengasi             | 15  |
| 1971-1972 | Yousef Sidqi                    | Al-Nasr Bengasi             | 12  |
| 1972-1973 | Nouri Alsirri                   | Al-Madina                   | 17  |
| 1973-1974 | Nouri Alsirri                   | Al-Madina                   | 13  |
| 1974-1975 | Nouri Alsirri                   | Al-Madina                   | 17  |
| 1975-1976 | Mustafa Belhaaj                 | Al-Madina                   | 19  |
| 1976-1977 | Abubakr Douzan                  | Al-Madina                   | 15  |
| 1977-1978 | Fahim Raqs                      | Al-Ahly Tripoli             | 8   |
| 1982-1983 | Nouri Alsirri                   | Al-Madina                   | 17  |
| 1983-1984 | Abdulraouf Ferjany              | Al-Dhahra                   | 11  |
| 1984-1985 | Ramadan Barnaoui                | Al-Ahly Bengasi             | 9   |
| 1985-1986 | Salim Bou Jarrad                | Al-Ittihad Tripoli          | 11  |
| 1986-1987 | Faraj Bar'asi                   | Al-Nasr Bengasi             | 12  |
| 1987-1988 | Salim Bou Jarrad                | Al-Ittihad Tripoli          | 11  |
| 1988-1989 | Faraj Meeloud                   | Al-Tahaddy                  | 6   |
| 1989-1990 | Ali Bashary Nasr Badr           | Al-Ahly Bengasi Afriqi      | 11  |
| 1990-1991 | Idris Mikraaz                   | Darnes Darna                | 11  |
| 1991-1992 | Abdelhakeem Suwayyah            | Al-Tersana                  | 12  |
| 1992-1993 | Abdelhakeem Suwayyah            | Al-Tersana                  | 14  |
| 1993-1994 | Idrees Mikraaz                  | Al-Ahly Tripoli             | 19  |
| 1994-1995 | Mohamed Milaad Hassan Othman    | Al-Ittihad Garian Al Morooj | 6   |
| 1995-1996 | Muammar Masoud                  | Al-Shat                     | 10  |
| 1996-1997 | Khalifa Maqinny                 | Al-Hilal Bengasi            | 12  |
| 1997-1998 | Khalifa Maqinny                 | Al-Hilal Bengasi            | 14  |
| 1998-1999 | Mustafa Ramadan Abdelaaty Qubay | Al-Ahly Bengasi Al Intilaaq | 13  |
| 2000      | Ahmed Saad                      | Benghazi Al Jadeeda         | 8   |
| 2000-2001 | Ashraf Muammar Ali Melyaan      | Al-Tahaddy Al-Madina        | 14  |
| 2001-2002 | Al-Saadi Gaddafi                | Al-Ittihad Tripoli          | 19  |
| 2002-2003 | Ahmed El Masli Khaled Shallabi  | Al-Nasr Bengasi Al-Madina   | 13  |
| 2003-2004 | Ahmed Saad                      | Al-Nasr Bengasi             | 14  |
| 2004-2005 | Sheikh Sedao                    | Al-Urouba Ajelat            | 12  |
| 2005-2006 | Samir Al Wahaj                  | Al-Wahda                    | 18  |
| 2006-2007 | Walid Shebli                    | Al-Madina                   | 13  |
| 2007-2008 | Abdelhameed Zidane              | Al-Akhdar                   | 21  |
| 2008-2009 | Samir Al Wahaj                  | Al-Tersana                  | 19  |
| 2009-2010 | Rasheed al Deasy                | Al-Shat                     | 15  |
| 2015-2016 | Salem Roma                      | Al-Nasr Bengasi             | 8   |